# José Manuel de la Huerga
José Manuel de la Huerga (Audanzas del Valle, León; 1967-Valladolid, 22 de noviembre de 2018) fue un escritor español, autor de cuentos, novelas y poemas. Ganó el Premio de la Crítica de Castilla y León en 2017 con su novela Pasos en la piedra. En 2018, el jurado del premio de novela Vargas Llosa de Murcia le concedió, a título póstumo, el premio por la novela Los ballenatos.

## Biografía
Cuando era niño, su familia se trasladó a Valladolid, ciudad en la que residió desde entonces. Estudió Filología hispánica en la Universidad de Valladolid y fue profesor de Lengua y Literatura en un Instituto de Educación Secundaria.
Comenzó a escribir desde muy joven, y en 1985, con dieciocho años, publicó su primer libro de poemas, Salmos de amor y de batalla, ganador del I Premio Internacional “Juventud” de Poesía.
En 1992 se alzó con el Premio Letras Jóvenes de Castilla y León por su relato largo Conjúrote, triste Plutón. En esta época también publicó poemas y relatos breves en revistas literarias como Llanuras, Un golpe de dados, El sereno o Veladuras.
En 1993 participó en el Foro Joven “Literatura y Compromiso”, celebrado en Málaga, en el cual noventa y tres autores de América y Europa debatieron ideas con escritores como José Saramago, Wole Soyinka, Mario Benedetti y Jorge Amado, entre otros.
En 1994 algunos de sus poemas fueron incluidos en la antología de jóvenes escritores hispanoamericanos Papeles de viaje, publicada en México.
Su primera novela fue Este cuaderno azul, en 1998, con la que obtuvo el Premio de Novela Corta Ciudad de Móstoles. La obra está situada en la localidad ficticia de El Páramo, trasunto de su Audanzas natal, y supone una reconstrucción de la historia de la zona a través de los cuadernos de clase de tres generaciones de maestros de escuela.
En 1999 publicó Historias del lector, obra estructurada en veinte relatos, independientes en apariencia pero íntimamente conectados entre sí. En ella se mezclan el relato erótico con el intimista o el biográfico, dentro de un contexto de experimentación hipertextual basada en el empleo de múltiples narradores y en la reescritura de textos clásicos.
Su siguiente novela, La vida con David, de 2003, es una distopía futurista, en la que aparecen temas como el control de los ciudadanos por medios electrónicos, la manipulación genética, el mestizaje de la sociedad, la vida como un espectáculo mediático o la usurpación del poder político por un Partido único.
En 2005 apareció el poemario La casa del poema, ilustrado por Rafael Vega, que resulta finalista del Premio de la Crítica de Castilla y León en 2004. El grupo musical La Linga abrió con un poema de este libro su disco Canciones atraversadas.
También de 2005 es Leipzig sobre Leipzig, una barroca novela en la que confluyen personajes de distintas épocas, como Johann Sebastian Bach o Franz Kafka, en la historia personal de una traductora que llega a Leipzig en 1987, dos años antes de la caída del muro de Berlín. Esta obra ganó el Premio Fray Luis de León de narrativa. 
En 2010 consiguió el Premio del Concurso de Cuentos “Hucha de oro” con Un pájaro de invierno.
En 2011 publicó Apuntes de medicina interna, en la que describe medio siglo de historia reciente de España a través de tres generaciones. La historia, que se encuadra en un lugar imaginario situado entre la comarca cántabra de Potes y su salida al mar, retoma algunos de los temas y registros de Este cuaderno azul, su primera novela. Esta obra recibió el Premio Miguel Delibes de Narrativa en 2012.
Tras colaboraciones en obras colectivas, tanto de narrativa como de poesía (Luz negra, 2012), en 2013 publicó la obra SolitarioS, formada por dos novelas cortas: Ultramarinos El Pez de Oro y Naipe de señoritas, donde lo lúdico roza la poesía en un viaje iniciático a la Lisboa de Pessoa. El libro fue finalista del Premio de la Crítica de Castilla y León en 2014.
En 2017, su obra Pasos en la piedra (Menoscuarto, 2016) fue reconocida con el Premio de la Crítica de Castilla y León. Es una novela coral, ambientada en una ciudad imaginaria del poniente mesetario, llamada Barrio de Piedra. Sucede en abril de 1977, durante la celebración de la Semana Santa, en unos momentos de cambio político y social por la Transición española.
José Manuel de la Huerga falleció en Valladolid el 22 de noviembre de 2018.
En diciembre de 2018 se le otorgó, a título póstumo, el XXIII Premio de Novela Vargas Llosa, convocado por la Universidad de Murcia, la Fundación Caja Mediterráneo y la Cátedra Vargas Llosa de la Fundación Biblioteca Virtual Miguel de Cervantes, por su obra Los ballenatos.

## Homenajes
La Feria del Libro de Valladolid recordó su figura dedicándole un homenaje en el acto de clausura de su 52.ª edición.
En 2023, al cumplirse cinco años de su muerte, se le dedicó un homenaje en la Casa de Zorrilla de Valladolid en el que participaron amigos, escritores, editores y otras importantes personalidades de la cultura.

## Obra
- 1985 - Salmos de amor y de batalla. Papeles del Júcar. ISBN 84-7643-380-6
- 1992 - Conjúrote, triste Plutón, en Premios Letras Jóvenes e Ilustración: juventud y cultura 92. Junta de Castilla y León. ISBN 84-7846-203-1
- 1994 - Antología poética, en Aridjis, A. (recop.), Papeles de viaje. Instituto Michoacano de Cultura.
- 1998 - Historias del lector. Caja de Ahorros de Segovia. ISBN 84-89711-27-5
- 2000 - Este cuaderno azul. Madrid: A la luz del candil. ISBN 84-931766-2-1
- 2003 - La vida con David. Valladolid: Multiversa. ISBN 84-932928-0-X
- 2005 - La casa del poema. Valladolid: Difácil. ISBN 84-932586-0-1
- 2005 - «Diario de campo para una versión cinematográfica de El Curioso Impertinente» en La razón de la sinrazón que a la razón se hace, Instituto Castellano y Leonés de la Lengua, ISBN 84-933837-9-1
- 2005 - Leipzig sobre Leipzig. Valladolid. Junta de Castilla y León. ISBN 84-9718-298-7
- 2009 - «Nubes que pasan» en Gil, S. y Rodríguez, M., Musas hermanas. Arte y literatura e el espejo del relato. Cátedra Miguel Delibes. ISBN 978-84-8448-506-3
- 2007 - «Los oficios del bosque»  en Atlas forestal de Castilla y León, Junta de Castilla y León, ISBN 978-84-9718-438-0
- 2011 - Apuntes de medicina interna. Palencia. Menoscuarto. ISBN 84-96675-61-2
- 2012 - «Los constructores de diques», Luvina n.º 67, Universidad de Guadalajara (México).
- 2012 - Luz negra. Poesía y grabados. Proyecto arte ediciones. Edición de coleccionista.
- 2013 - SolitarioS. Palencia: Menoscuarto. ISBN 978-84-15740-06-3
- 2013 - «Un pájaro de invierno» en Relatos Mayores, Fundación social ASVAI, ISBN 978-84-616-3906-9
- 2016 - Pasos en la piedra. Palencia: Menoscuarto.
- 2019 - Los ballenatos. Alicante: Aguaclara.

## Premios
| Predecesor: Juan Manuel de Prada | Premio de la Crítica de Castilla y León 2017 | Sucesor: Ángel Vallecillo y José Luis Cancho (ex aequo) |
| Predecesor: Antonio Tocornal     | XXIII Premio de Novela Vargas Llosa 2018     | Sucesor: -                                              |